# Kwiaty dla Algernona
Kwiaty dla Algernona (tyt. oryg. Flowers for Algernon) – opowiadanie amerykańskiego pisarza Daniela Keyesa, rozbudowane później do rozmiarów powieści. Opublikowane w 1959 roku w czasopiśmie The Magazine of Fantasy & Science Fiction, zdobyło w roku następnym nagrodę Hugo za najlepszą miniaturę literacką. Po rozbudowaniu go do formy powieściowej Keyes zdobył także nagrodę Nebula w 1966.
W Polsce opowiadanie opublikowano po raz pierwszy w miesięczniku popularnonaukowym Problemy (nr 12, 1974), a następnie w 6. t. antologii Kroki w nieznane w 1976 roku. oraz w 4 t. antologii Droga do science fiction w 1988 w przekładzie Krzysztofa Malinowskiego, zaś powieść wydało wydawnictwo Prószyński i S-ka w tłumaczeniu Krzysztofa Sokołowskiego w 1996.

## Treść
Narrator, Charlie Gordon, niepełnosprawny umysłowo mężczyzna w średnim wieku bierze udział w eksperymencie medycznym, który ma podnieść poziom inteligencji u ludzi. Na polecenie lekarzy w czasie eksperymentu prowadzi „Dziennik postępów”, w którym zapisuje swoje odczucia. Jednym z bohaterów zapisków jest Algernon, poddawana tym samym eksperymentom myszka laboratoryjna, która bez kłopotów wyprzedza Charliego podczas przechodzenia przez testowy labirynt. Stopniowo, w miarę trwania eksperymentu Charlie rozwija się coraz bardziej. Wkrótce nie tylko bez kłopotu pokonuje labirynt, ale zagłębia się w coraz to bardziej skomplikowane zagadnienia naukowe, przewyższając swoich lekarzy. W szczytowej fazie eksperymentu Charlie staje się geniuszem umysłowym. Błyskawicznie uczy się wielu języków obcych, komponuje muzykę poważną, pisze dysertacje naukowe z wielu dziedzin. Pewnego dnia Algernon zaczyna zdradzać objawy regresji umysłowej i w końcu umiera. Także u Charliego po dłuższym okresie postępów przychodzi faza obniżenia poziomu umysłowego.

## Analiza
Ważna dla utworu jest jego warstwa leksykalna – Charlie początkowo robi wielkie błędy ortograficzne i językowe (oryginalny tytuł jego dziennika to „progris riport”, w tł. pol. „Dziennik postępuw”), stopniowo pisze coraz klarowniej, a potem znów wraca do fazy prostych błędów. Innym aspektem powieści są stosunki Charliego z jego naturalnym otoczeniem, które wykorzystuje jego poziom umysłowy, a potem, gdy Charlie przewyższa ich inteligencją – odrzuca go.

## Odbiór
Książka odniosła wielki sukces, do 2004 została przetłumaczona na 27 języków, opublikowana w 30 krajach i sprzedała się w ponad 5 milionach egzemplarzy. Popularna jest zwłaszcza w Japonii i rodzimych Stanach Zjednoczonych, gdzie miała ponad 130 wznowień.
Pomimo wielkiej popularności na całym świecie, książka bywa krytykowana w USA za śmiałość opisów „przebudzenia” seksualnego Charliego i była wielokrotnie wyrzucana z bibliotek szkolnych i programów nauczania. Zajmuje 47. miejsce na liście American Library Association książek najczęściej zakazywanych w latach 90.
W 1999, 40 lat po pierwszej publikacji opowiadania, w „The Magazine of Fantasy & Science Fiction” ukazał się tekst Daniela Keyesa Algernon, Charlie and I: A Writer’s Journey pokazujący historię tworzenia i publikacji powieści.

## Adaptacje i nawiązania

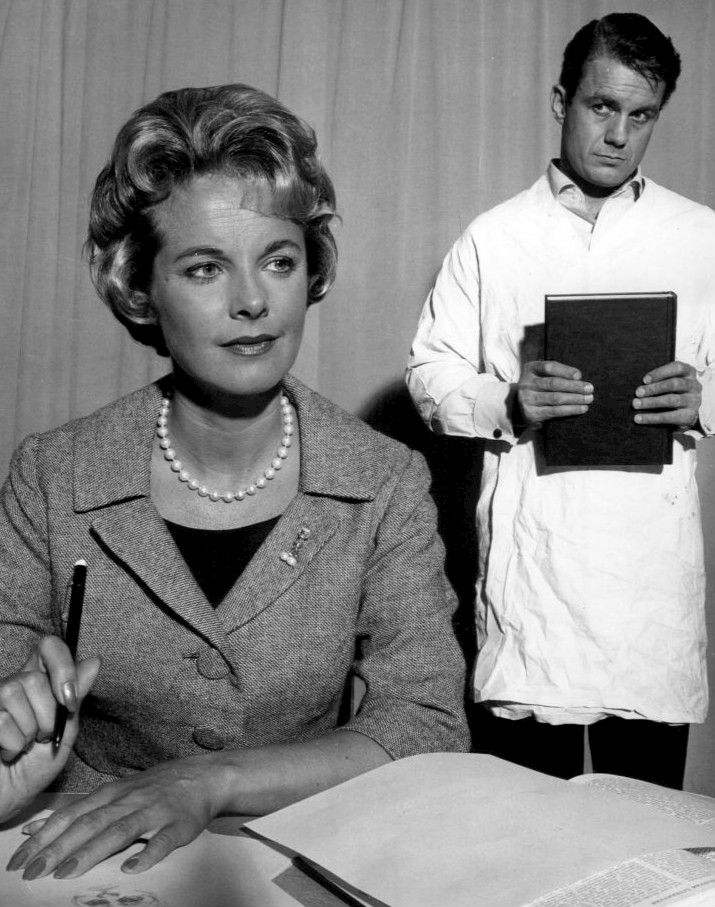
Cliff Robertson jako Charlie Gordon i Mona Freeman w telewizyjnej adaptacji The Two Worlds of Charlie Gordon (1961)

Utwór miał wiele adaptacji scenicznych, radiowych i filmowych w różnych krajach, m.in.:
- Charly (1968), w rolach głównych Cliff Robertson (Oscar dla najlepszego aktora pierwszoplanowego) i Claire Bloom, Złoty Glob za najlepszy scenariusz[11];
- Flowers for Algernon (2000), amerykański film telewizyjny, w rolach głównych Matthew Modine i Kelli Williams[12];
- Flower for Algernon (2002), japoński miniserial[13];
- Des fleurs pour Algernon (2014), francuski film telewizyjny[14];
- Kwiaty dla Algernona (1981), polski spektakl telewizyjnego Teatru Sensacji „Kobra”, reż. Paweł Kędzierski, wyk. Jan Peszek, Paweł Nowisz[15].

Pewną analogię do tekstu Daniela Keyesa można odnaleźć w filmie Penny Marshall Przebudzenie z Robertem De Niro i Robinem Williamsem w rolach głównych.
W grze Fallout 2 w piwnicy New Reno Arms znajduje się niepełnosprawna umysłowo postać o imieniu Algernon mogąca ulepszać broń.
Płyta Tony’ego Banksa, A Curious Feeling (1979), miała początkowo nosić tytuł Flowers for Algernon, ostatecznie do powieści nawiązuje część utworów.